# Tetragnatha angulata
Tetragnatha angulata este o specie de păianjeni din genul Tetragnatha, familia Tetragnathidae, descrisă de Hogg, 1914.
Este endemică în Western Australia. Conform Catalogue of Life specia Tetragnatha angulata nu are subspecii cunoscute.